# Pie-grièche masquée
Vous lisez un « article de qualité » labellisé en 2015.
Lanius nubicus
Espèce
Synonymes
- Lanius personatus Temminck, 1824
- Lanius leucometopon von der Mühle, 1844
- Lanius atticus Reiser, 1905

Statut de conservation UICN

 LC  : Préoccupation mineure
La Pie-grièche masquée (Lanius nubicus) est une espèce de passereaux de la famille des Laniidae. Cet oiseau est la plus petite espèce de son genre, Lanius, et possède une longue queue et un bec crochu. Chez le mâle, les parties supérieures sont principalement noires, avec du blanc sur la calotte, le front, sur un large sourcil et sur des taches sur les tectrices scapulaires et les ailes. La gorge, le cou et les parties inférieures sont blanches, à l'exception de la poitrine et des flancs orange. La femelle ressemble au mâle mais est plus terne, avec des parties supérieures noir brunâtre, et les scapulaires et les parties inférieures grisâtres ou chamoisées. Le juvénile a les parties supérieures gris-brun avec le front plus pâle et des stries de la tête jusqu'au croupion, les parties inférieures blanc cassé et barrées, et les ailes brunes, à l'exception de taches blanches sur les rémiges primaires. Le cri d'alerte est court et grinçant, mais le chant est plus mélodieux, rappelant ceux de certaines espèces d'hypolaïs.
La saison de reproduction de la Pie-grièche masquée commence en avril. Le couple construit un nid soigné, placé dans un arbre, et la femelle pond généralement de quatre à six œufs. La couvaison dure 14 à 16 jours, et les poussins sont nourris par les deux parents pendant 18 à 20 jours après l'éclosion. Une fois leur premier envol pris, les juvéniles restent dépendants des adultes pendant trois à quatre semaines. Cette pie-grièche se nourrit principalement de gros insectes, et parfois de petits invertébrés ; elle empale parfois ses proies sur des épines ou sur des barbelés.
La Pie-grièche masquée se reproduit dans le Sud-Est de l'Europe et dans l'Est du bassin méditerranéen, avec une population distincte dans l'Est de l'Irak et l'Ouest de l'Iran, bien qu'aucune sous-espèce ne soit distinguée. Cet oiseau est migrateur, passant l'hiver dans le Nord-Est de l'Afrique. Bien que les déplacements migratoires concernent des distances faibles, des oiseaux erratiques ont été observés dans de nombreuses autres zones, et notamment le Nord et l'Ouest de l'Europe. La Pie-grièche masquée occupe les boisements ouverts parsemés d'arbustes et de quelques gros arbres. Elle s'expose moins que d'autres pies-grièches, évitant les habitats très ouverts et se perchant souvent en des lieux moins exposés. Les populations de ce passereau sont en déclin dans certaines zones de son aire de distribution européenne, mais pas de façon suffisamment marquée pour justifier de menaces. Ainsi, cette espèce est considérée comme de « préoccupation mineure » par l'Union internationale pour la conservation de la nature.

## Description

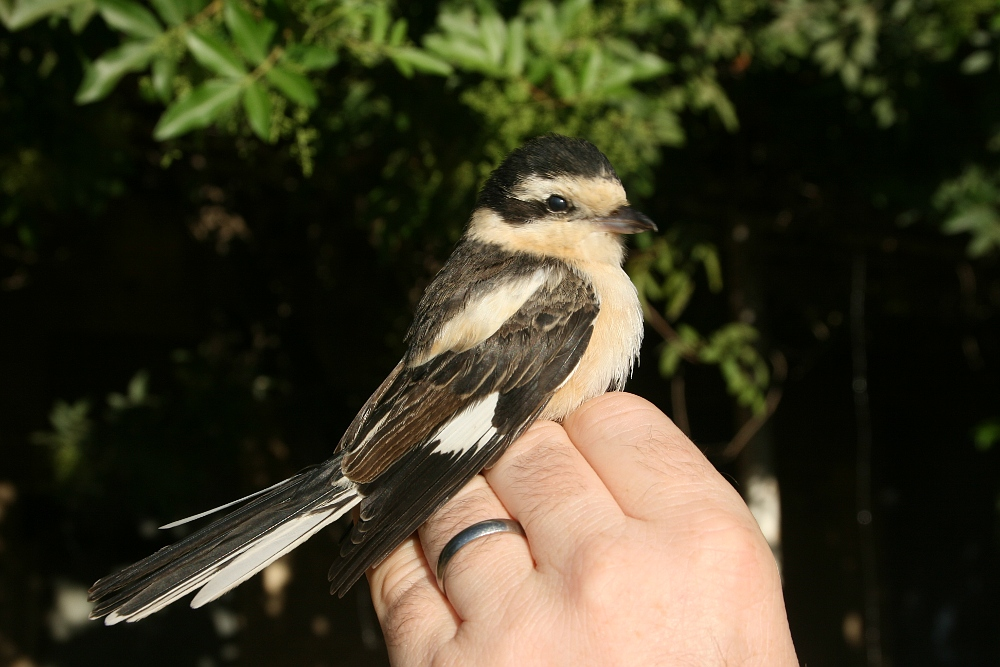
Femelle en Israël.

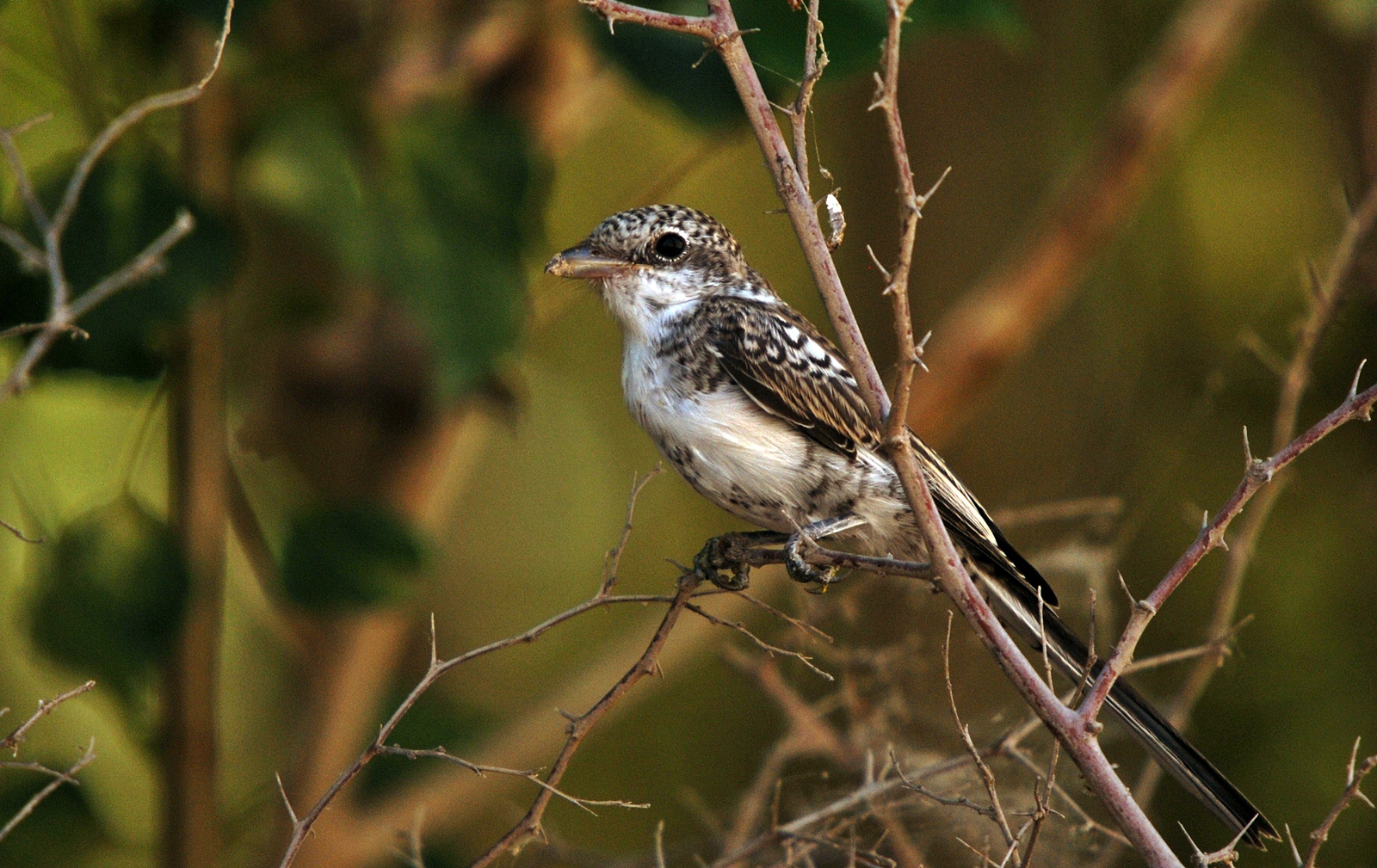
Juvénile.

La Pie-grièche masquée est la plus petite espèce de son genre, Lanius, mesurant 17 à 18,5 cm de longueur pour une envergure de 24-26,5 cm et un poids de 20-23 g. La queue est grande et le bec relativement petit,. Une dent est présente de chaque côté sur le tomium (bord de la mandibule inférieure), s'insérant dans une encoche triangulaire sur la mandibule supérieure, une adaptation également retrouvée chez les faucons.
Le mâle a les parties supérieures principalement noires, avec la calotte, le front et le sourcil blancs. Il a aussi de grosses taches blanches sur les couvertures scapulaires et sur les rémiges primaires, et les rectrices externes sont également blanches. La gorge, le cou et les parties inférieures sont blanches, avec les flancs et la poitrine orange. L'iris est marron, le bec est noir et les pattes sont marron foncé ou noires,. La femelle ressemble au mâle, mais en plus terne, avec les parties supérieures noir-brunâtre et les scapulaires et les parties inférieures teintées de gris ou de chamois. L'oiseau juvénile a les parties supérieures gris-brun, barrées de sombre de la tête au croupion, un front gris plus pâle, des parties supérieures blanc cassé barrées et des ailes marron avec des taches blanches. Les juvéniles connaissent une mue de la tête, du corps et des rémiges quelques semaines après leur envol, et les adultes effectuent une mue complète après la reproduction. Dans les deux cas, si la mue n'est pas finie au moment de la migration, elle est suspendue et se termine sur les zones d'hivernage.
La Pie-grièche masquée ressemble à la Pie-grièche à tête rousse (Lanius senator), mais est plus petite, plus élancée, avec une queue plus longue. Les adultes se distinguent facilement, la Pie-grièche masquée ayant du blanc sur la tête et un croupion sombre, tandis que la Pie-grièche à tête rousse a la tête noire avec la calotte et la nuque rousses et le croupion blanc. Les juvéniles de ces deux espèces se ressemblent davantage, et la Pie-grièche masquée ressemble notamment à la sous-espèce niloticus de la Pie-grièche à tête rousse, qui a des rémiges primaires plus noires que la sous-espèce type avec une tache alaire blanche plus grande. La première a cependant le bec plus fin, la queue plus longue et plus étroite, la face plus pâle et le dos et le croupion gris, tandis que la Pie-grièche à tête rousse a un dos plus roux avec le croupion gris pâle,,.

## Écologie et comportement

### Voix
Inquiétée, la Pie-grièche masquée produit un tchèèhr rappelant une bécassine, et le cri d'alarme est un crépitement sec. Le cri est décrit comme « rauque, mais plaintif : kîr répété », ou « aigre, perçant ». Le chant est un gazouillis un peu ondulé, rappelant celui de l'Hypolaïs des oliviers (Hippolais olivetorum) en moins lent et moins râpeux ou celui de l'Hypolaïs pâle (Iduna pallida) en plus lent. Il est constitué d'une « strophe assez monotone, répétée cycliquement, rêche, assez hachée ». En de rares occasions, le mâle peut chanter en vol.

### Habitudes de vie
En dehors de la migration, la Pie-grièche masquée est une espèce solitaire. C'est un oiseau territorial, défendant un territoire de deux à cinq hectares durant la saison de reproduction, et d'environ trois hectares sur les zones d'hivernage. Elle n'est pas effarouchée par les humains, et se montre agressive envers ses congénères ou tout autre oiseau intrus sur son territoire. Si la plupart des pies-grièches utilisent des branches hautes et exposées tout au long de l'année, la Pie-grièche masquée ne se perche en vue qu'au début de la saison de reproduction, préférant les emplacements plus bas et plus abrités le reste du temps. Posée, elle se tient droite, inclinant souvent la queue, et se montre en vol très à l'aise et agile.

### Alimentation
La Pie-grièche masquée chasse depuis un perchoir élevé, de trois à six mètres du sol, mais généralement moins exposé que pour les autres pies-grièches. Elle attrape majoritairement sa nourriture au sol, mais parfois dans le feuillage ou encore en l'air, d'un vol agile et à la manière d'un gobemouche. Elle empale parfois ses proies sur des lardoirs, des épines ou des fils de fer barbelés utilisés pour les stocker ou pour les dépecer,, les pattes de ce passereau étant peu puissantes pour maintenir la proie lors de cette dernière opération. Il a été avancé que ce comportement prédominait chez les mâles et durant la saison de reproduction, mais ce n'est pas le cas et les deux sexes empalent leurs proies, en hiver ou en migration. Les oiseaux isolés peuvent être relativement hardis, suivant un jardinier ou se nourrissant à proximité d'un observateur.
La Pie-grièche masquée se nourrit principalement de gros insectes, mais capture aussi d'autres arthropodes et de petits vertébrés. Les insectes les plus consommés sont les orthoptères, et notamment des familles des Gryllidae, Tettigoniidae et Acrididae. Par exemple, dans le Sud de la Bulgarie, en juin-juillet, l'espèce consomme de nombreuses sauterelles de l'espèce Poecilimon thoracicus. Les coléoptères forment aussi une part importante des insectes consommés. Viennent ensuite, en moindre quantité, des odonates, lépidoptères et fourmis. La Pie-grièche masquée fait des réserves de graisse pour la migration, mais moins que d'autres passereaux puisqu'elle peut se nourrir en chemin, parfois en se nourrissant de migrateurs épuisés : bien que relativement petite, cette pie-grièche compte parmi ses proies connues d'autres oiseaux adultes, comme la Fauvette babillarde (Sylvia curruca) et le Martinet des maisons (Apus affinis). Elle consomme aussi des lézards, des oisillons. Elle tue les petits vertébrés de coups de bec derrière la tête, et utilise sa dent tomiale pour séparer les os de la nuque.

### Reproduction

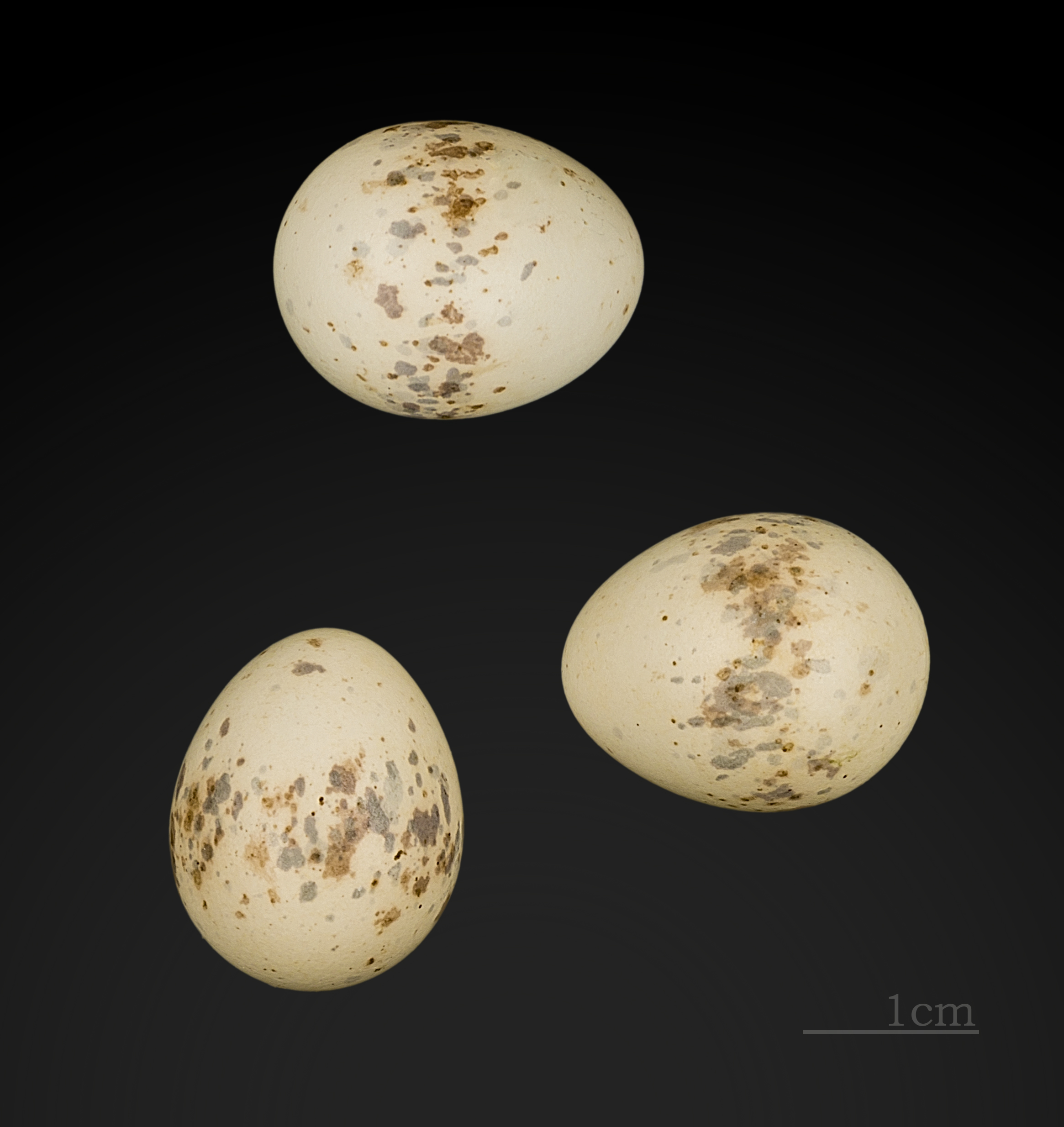
Œufs de Pie-grièche masquée, Muséum de Toulouse.

À partir d'avril, le mâle chante depuis un perchoir sur son territoire, pourchassant parfois les mâles du voisinage ou rivalisant de vocalisations. Il réalise pour la femelle une parade nuptiale, généralement en chantant, en se tenant bien droit sur un perchoir exposé et en faisant trembler ses ailes, puis descendant de sa branche et s'inclinant. Il peut aussi réaliser un vol papillonnant et zigzaguant, ou nourrir la femelle alors que celle-ci se couche en étalant les ailes et en quémandant. Ces éléments de parade sont communs aux autres pies-grièches, mais il semble qu'il n'y ait que chez la Pie-grièche masquée que le mâle descend de son perchoir en s'inclinant.
Le nid, construit par les deux partenaires, est une petite coupe soignée, formée de radicelles, de tiges et de brindilles, tapissée de laine ou de poils et ornée de lichen sur sa face extérieure. Il est placé dans un arbre, de 1,5 à 10 m du sol. Ses dimensions externes moyennes sont de 17 cm de diamètre et 6,5 cm de haut, et la coupe interne mesure 7,5 cm de large pour 3,5 cm de profondeur. La ponte a lieu entre avril et juin, avec un pic en mai en plaine et un mois plus tard pour les zones montagneuses. Des couvées de remplacement peuvent être faites en juin ou juillet si la première nichée n'arrive pas à son terme, le premier nid étant alors détruit pour fournir du matériel à la construction d'un second. Des secondes nichées sont communes dans certains endroits. La ponte compte généralement quatre à six œufs, qui mesurent en moyenne 20 × 16 mm et sont de couleur variable, avec un fond gris, crème ou jaune et parsemés de taches grises et d'un anneau de traces brunes. L'incubation, réalisée par la femelle, dure de 14 à 16 jours. Les poussins sont nourris par les deux parents, et atteignent l'âge de l'envol 18 à 20 jours après l'éclosion. Ils restent encore dépendants des adultes durant trois à quatre semaines après avoir quitté le nid. Les jeunes peuvent se reproduire à leur tour dès leur première année, mais l'espérance de vie de l'espèce n'est pas connue.

### Prédateurs et parasites
Les jeunes peuvent être la proie des chats et de corneilles. Un individu piégé a été observé simulant une blessure, cessant une fois le danger éloigné. Parmi les parasites de la Pie-grièche masquée, on compte le nématode Oxyspirura petrowi, la tique Hyalomma marginatum et au moins deux espèces de protistes sanguins du genre Haemoproteus.

## Répartition et habitat

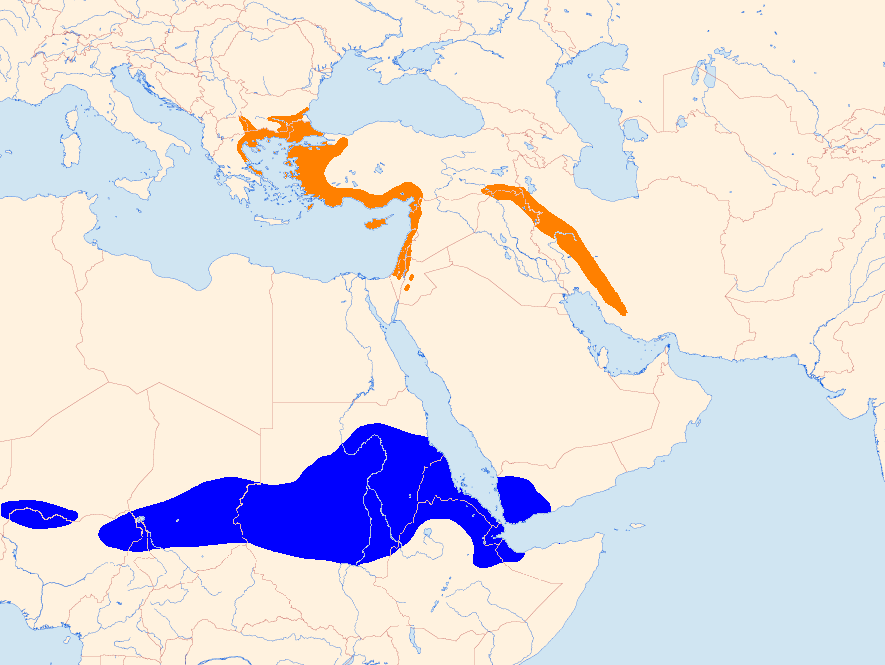
Répartition de la Pie-grièche masquée.
Zone de présence estivale (en période de reproduction)
Zone de présence hivernale (hivernage)

La Pie-grièche masquée niche dans l'Est des Balkans — dans le Sud de la Bulgarie, dans le Nord-Est de la Grèce et sur certaines îles grecques —, en Turquie, à Chypre et de la Syrie jusqu'en Israël. Une autre population niche dans l'Est de l'Irak et l'Ouest de l'Iran, mais la limite de la répartition est incertaine et l'espèce pourrait aussi nicher en Afghanistan et dans le Nord de l'Arabie saoudite. La Pie-grièche masquée est un oiseau migrateur, hivernant en Afrique subsaharienne, principalement au Tchad, au Soudan et en Éthiopie. De plus petits nombres d'oiseaux passent l'hiver dans l'Est du Mali et au Nigeria, dans le Nord du Kenya ou le Sud de l'Arabie saoudite. La plupart des oiseaux quittent les zones de reproduction entre fin août et septembre, et reviennent de leurs quartiers d'hiver entre février et mars.
En Égypte, en Jordanie et en Israël, l'espèce est bien plus observée au printemps qu'en automne, ce qui pourrait suggérer que la migration automnale se concentre plus à l'Est. Les migrateurs occupent généralement de petits territoires (un demi-hectare) et peuvent même former des groupes, ce que ne font pas les autres pies-grièches. Plus de cent individus ont par exemple été observés sur une localité en Israël, avec cinq individus dans le même buisson. La migration se fait sur de courtes distances, pourtant des individus erratiques ont été observés en Algérie, en Finlande, au Kenya, en Libye, en Espagne, en Suède, en Mauritanie et au Turkménistan. Au moins trois individus ont même été signalés en Grande-Bretagne,,.
La Pie-grièche masquée occupe les boisements ouverts parsemés d'arbustes et de quelques gros arbres. Contrairement aux autres pies-grièches, elle évite les habitats très ouverts, à la végétation clairsemée. Cet oiseau peuple aussi les vergers et les autres terres cultivées avec de vieux arbres et de grosses haies, toujours dans des endroits plus boisés que les autres pies-grièches partageant son aire de répartition. Elle vit généralement en plaines et sur les collines, jusqu'à 1 000 mètres d'altitude, mais peut se trouver en été jusqu'à 2 000 mètres. Durant la migration, elle peut occuper les jardins ou les parcs, et dans ses quartiers d'hiver elle recherche les territoires plus ouverts avec des buissons épineux et de gros arbres comme les acacias (Acacia) ou les eucalyptus (Eucalyptus), introduits.

## Taxinomie

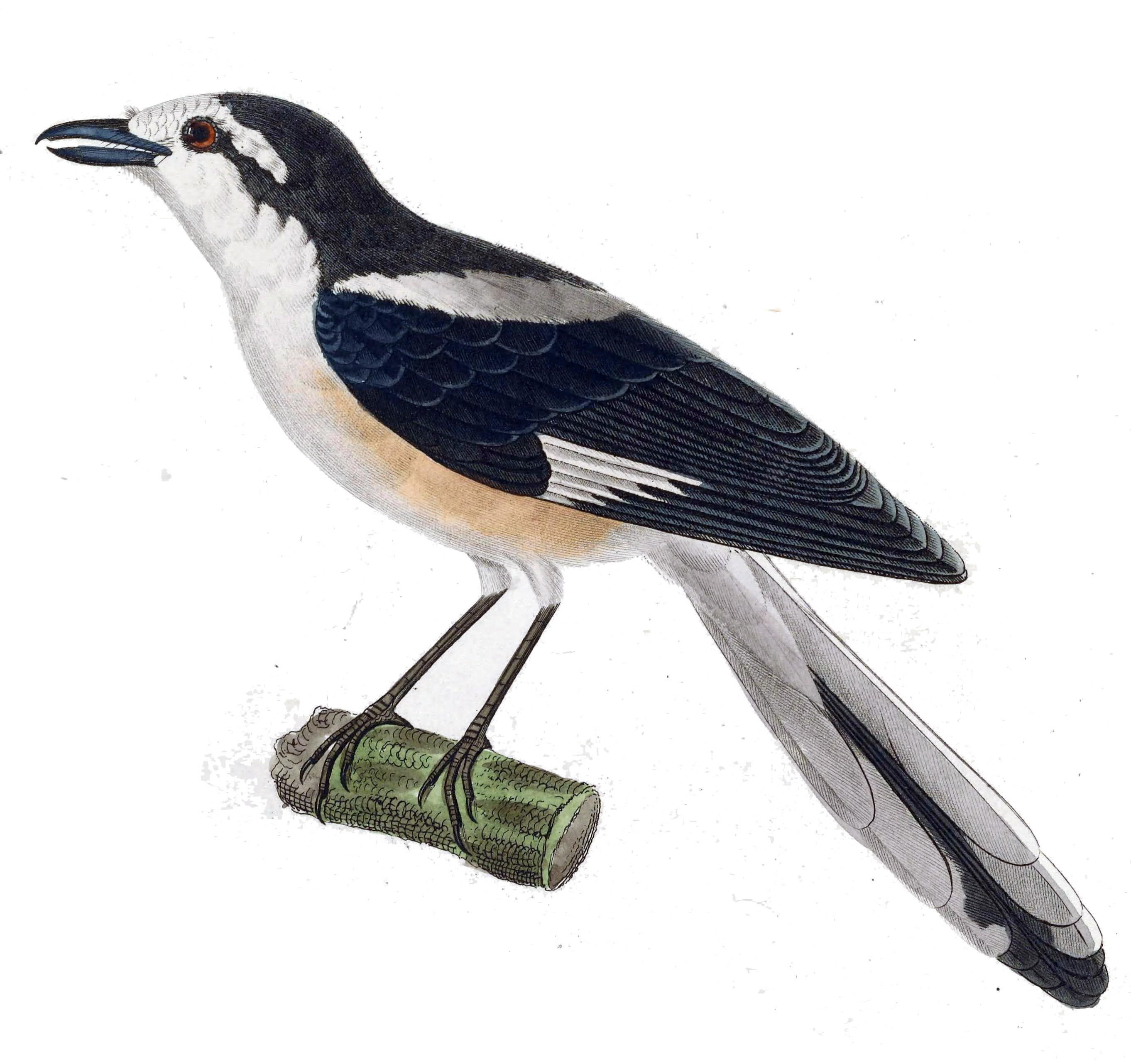
Dessin d'une Pie-grièche masquée, sous le nom de Lanius personatus, dans le Nouveau recueil de planches coloriées d'oiseaux de Coenraad Jacob Temminck.

La Pie-grièche masquée est décrite par le zoologiste Martin Lichtenstein en 1823 sous le protonyme Lanius nubicus. Le nom de genre, Lanius, est le mot latin pour « boucher » et a été donné aux pies-grièches pour leur habitude d'empaler leurs proies, qui rappelle les bouchers suspendant les carcasses. La dénomination spécifique, nubicus, signifie « nubien » (du Nord-Est de l'Afrique). En 1824, le zoologiste danois Coenraad Jacob Temminck décrit lui aussi l'espèce, sous le nom de Lanius personatus, du latin personatus signifiant « masqué », se référant à l'aspect de l'oiseau. Ce nom étant postérieur, il est synonyme du taxon décrit par Lichtenstein d'après le principe de priorité du code international de nomenclature zoologique. En 1844, l'ornithologue allemand Heinrich Graf von der Mühle utilise un troisième nom pour désigner cette espèce, Lanius leucometopon ; ce nom vient du grec leukos (« blanc ») et de metopon (« front »). En 1905, l'ornithologue autrichien Othmar Reiser se réfère à l'espèce sous le nom Lanius atticus (en référence à l'Attique) dans le troisième volume de son ouvrage Materialien zu einer Ornis Balcanica, traitant de l'avifaune des Balkans.
La Pie-grièche masquée fait partie de la petite trentaine d'espèces de pies-grièches reconnues. Celles-ci forment le genre Lanius, représentant le principal genre de la famille des Laniidae, des passereaux élancés à longue queue. Les pies-grièches ont un cou court, des ailes arrondies et un crochet au bout du bec, et la plupart occupent des habitats ouverts. Les relations de la Pie-grièche masquée avec les autres membres de son genre sont incertaines, mais l'espèce pourrait être apparentée aux « pie-grièches brunes » — la Pie-grièche brune (Lanius cristatus), la Pie-grièche écorcheur (Lanius collurio) et la Pie-grièche isabelle (Lanius isabellinus) — ou à la Pie-grièche de Somalie (Lanius somalicus), espèce tropicale. Aucune sous-espèce n'est distinguée,.

## La Pie-grièche masquée et l'Homme

### Menaces et protection
L'Union internationale pour la conservation de la nature (UICN) estime que la population européenne de la Pie-grièche masquée compte entre 35 000 et 100 000 couples reproducteurs, soit une population de 105 000 à 300 000 individus. La population européenne représentant entre la moitié et les trois quarts des effectifs mondiaux, une estimation grossière des effectifs totaux serait de 142 000 à 600 000 individus. Les populations semblent en déclin, mais pas suffisamment rapidement pour justifier un statut de vulnérabilité. Les gros effectifs de ce passereau et sa grande aire de reproduction (353 000 km2) font que l'espèce est considérée comme de « préoccupation mineure » par l'UICN,.
Selon le volume de l'encyclopédie ornithologique Handbook of the Birds of the World concernant les pies-grièches, publié en 2008, les effectifs de l'espèce ont décru dans les décennies précédentes, même si la Bulgarie, la Grèce et Chypre comptent plusieurs milliers de couples reproducteurs. La Turquie abrite une part importante de la population, avec près de 90 000 couples. L'espèce est en déclin en Grèce et en Turquie à cause de la perte de leur habitat, et leur grand déclin en Israël est probablement dû à l'usage de pesticides. En Somalie, l'espèce est désormais rare. Les migrateurs sont chassés dans certains pays du bassin méditerranéen, en dépit de protections légales en vigueur dans la plupart des pays, et les nicheurs sont parfois persécutés en Grèce et en Syrie, où cette espèce est considérée comme portant malheur. Il semblerait que cette pie-grièche s'adapte aux plantations à la place des boisements naturels, ce qui pourrait aider à la survie de l'espèce à long terme.